# Jean Carrieu
Jean Carrieu, né le 4 novembre 1935 à Uz et mort le 10 février 1987 à Cassis, est un dirigeant de football.
Ingénieur des mines, il préside le club de l'Olympique de Marseille de 1981 à 1986,,. Critiqué pour ses mauvais résultats sportifs et financiers, il est remplacé par Bernard Tapie en 1986. 
Il a dirigé une entreprise spécialisée dans le percement des tunnels, connaissant des difficultés financières,,. Déprimé, il se suicide d'une balle dans la tête en février 1987 au Cap Canaille de Cassis,,.